# Episodi di Detective Conan (dodicesima stagione)
Questa è una lista degli episodi della dodicesima stagione della serie anime Detective Conan.

## Lista episodi
| Nº Ja | Nº It | Titolo italiano Giapponese 「Kanji」 - Rōmaji - Traduzione letterale | In onda           | In onda                         |
| Nº Ja | Nº It | Titolo italiano Giapponese 「Kanji」 - Rōmaji - Traduzione letterale | Giapponese        | Italiano                        |
| 329   | 354   | Un'amicizia infranta - prima parte - 「お金で買えない友情（前編）」 - Okane de kaenai yūjō (zenpen) – "L'amicizia non può essere comprata con il denaro (prima parte)" | 28 luglio 2003    | 27 agosto 2007                  |
| 329   | 354   | Durante una gita con i Giovani Detective Conan e Agasa parlano sia del diario di Itakura, sia degli scienziati Miyano, i genitori di Ai, che un tempo facevano parte dell'Organizzazione e che Agasa aveva conosciuto. Agasa dice anche che Itakura aveva capito che la donna dell'organizzazione che parlava con lui odiava i gatti perché dopo un miagolio aveva riattaccato innervosita. Durante il tragitto il gruppo conosce alcuni ragazzi che hanno raggiunto quella zona in camper. Tutti assieme decidono di andare in un punto panoramico per guardare i fuochi d'artificio. Una ragazza che appartiene al gruppo si è allontanata nel pomeriggio, ma non ha ancora fatto ritorno al camper. |                   |                                 |
| 330   | 355   | Un'amicizia infranta - seconda parte - 「お金で買えない友情（後編）」 - Okane de kaenai yūjō (kōhen) – "L'amicizia non può essere comprata con il denaro (seconda parte)" | 4 agosto 2003     | 28 agosto 2007                  |
| 330   | 355   | Tornando dalla montagna, i ragazzi trovano il cadavere della loro amica. Sembra che la ragazza abbia avuto un incidente mentre andava in bicicletta, ma Conan non sembra credere a questa spiegazione. Analizzando gli indizi Conan capisce chi l'ha uccisa e spiega come si sono svolti i fatti utilizzando la voce di Agasa. |                   |                                 |
| 331   | 356   | Cena a base di curry - prima parte - 「疑惑の辛口カレー（前編）」 - Giwaku no karakuchi karē (zenpen) – "Il curry piccante sospetto (prima parte)" | 11 agosto 2003    | 29 agosto 2007                  |
| 331   | 356   | Kogoro, Ran, Sonoko e Conan hanno intenzione di andare a giocare a tennis. Arrivati ai campi inizia a piovere, così vengono ospitati da un ragazzo che vive con suo padre. Dopo cena Ran scopre che il padre si è impiccato nella sua stanza. Conan non è sicuro che si tratti di un suicidio. |                   |                                 |
| 332   | 357   | Cena a base di curry - seconda parte - 「疑惑の辛口カレー（後編）」 - Giwaku no karakuchi karē (kōhen) – "Il curry piccante sospetto (seconda parte)" | 18 agosto 2003    | 30 agosto 2007                  |
| 332   | 357   | Conan trova alcune prove che confermano la colpevolezza del figlio. A causa del raffreddore Conan perde la voce e così cerca di dare indicazioni a Kogoro e a Yamamura affinché risolvano il caso. |                   |                                 |
| 333   | 358   | Cronaca di una morte annunciata - prima parte - 「似た者プリンセス（前編）」 - Nitamono princess (purinsesu) (zenpen) – "Principesse a pari merito (prima parte)" | 25 agosto 2003    | 31 agosto 2007                  |
| 333   | 358   | Eri, Ran e Conan sostituiscono Kogoro e si recano in una villa per scoprire chi cerca di attentare alla vita del proprietario. Mentre analizzano le prove l'uomo viene realmente ucciso. Anche Yukiko appare sulla scena del delitto per indagare in sostituzione di Yusaku. Le due donne, quando si incontrano, ricordano la gara di miss Teitan in cui veniva eletta la più bella della scuola, nella quale entrambe erano giunte in finale. |                   |                                 |
| 334   | 359   | Cronaca di una morte annunciata - seconda parte - 「似た者プリンセス（後編）」 - Nitamono princess (purinsesu) (kōhen) – "Principesse a pari merito (seconda parte)" | 1º settembre 2003 | 3 settembre 2007                |
| 334   | 359   | Le indagini proseguono, mentre Ran scopre dal racconto delle donne che la gara di miss Teitan finì in parità perché mancava un voto, quello di Kogoro. Appena risolto il caso (sarà Yukiko a svelare il colpevole, dopo avere "estorto" le informazioni a Conan), le donne corrono da Kogoro per sapere chi aveva in realtà vinto la competizione. Kogoro ammette di avere votato per Eri pensando che si dovesse votare "la più imbranata", infatti era convinto che miss fosse un'abbreviazione di "mistake" (cioè "errore"). |                   |                                 |
| 335   | 360   | Nessun rumore - prima parte - 「東都現像所の秘密（前編）」 - Tōto genzōjo no himitsu (zenpen) – "Il segreto del centro di produzione cinematografica di Toto (prima parte)" | 8 settembre 2003  | 4 settembre 2007                |
| 335   | 360   | Yukiko decide di portare Conan e i suoi amici ad assistere all'anteprima di un film. Durante il viaggio Yukiko si accorge che c'è una macchina che li segue e cerca di seminarla senza fare capire la situazione ai bambini. Una volta arrivati allo studio Conan dice a Yukiko di avere notato la macchina, ma di non sapere chi potesse essere a guidarla. A causa di un contrattempo la messa in onda del film viene posticipata e Yukiko, che aveva già un impegno, è costretta a lasciare i bambini allo studio. Qui Yukiko suggerisce a Conan che Ai possa essersi innamorata di lui. In attesa dell'inizio del film i ragazzi vengono ospitati nell'abitazione di un membro del cast assieme ad altre persone. Durante il sonno, però, un amico del proprietario viene ucciso. |                   |                                 |
| 336   | 361   | Nessun rumore - seconda parte - 「東都現像所の秘密（後編）」 - Tōto genzōjo no himitsu (kōhen) – "Il segreto del centro di produzione cinematografica di Toto (seconda parte)" | 15 settembre 2003 | 5 settembre 2007                |
| 336   | 361   | La stanza dove è stato ucciso l'uomo era buia e molto disordinata, ma l'assassino è riuscito a individuare la vittima senza urtare nulla e senza fare il minimo rumore. Conan riesce a capire il trucco che l'assassino ha utilizzato per muoversi al buio, ovvero attaccare del nastro adesivo fluorescente sui mobili per non rischiare di urtarli. All'interno dell'automobile che sta seguendo i ragazzi durante i loro spostamenti pare ci siano dei membri appartenenti all'Organizzazione: dalle ombre si intravede che uno dei due porta un ampio cappello, mentre l'altra persona un paio di occhiali, ed entrambi sono fumatori. Alla fine contattano Akai dicendogli di avere perso di vista chi stavano seguendo. Akai, osservando una foto di Ai posta sul sedile passeggero, afferma che “le somiglia moltissimo”. |                   |                                 |
| 337   | 362   | Un falso incidente 「転落事件の裏事情」 - Tenraku jiken no urajijō – "Fatti nascosti nella caduta accidentale" | 13 ottobre 2003   | 6 settembre 2007                |
| 337   | 362   | Kogoro e Conan si trovano in stazione e assistono al litigio tra due uomini. Uno di loro perde l'equilibro e cade nel vuoto, perdendo la vita. Tutto fa pensare che si tratti di un tragico incidente, ma non è così; Conan cerca di fare cambiare idea sia a Kogoro, sia alla polizia. |                   |                                 |
| 338   | 363   | Le quattro Porsche - prima parte - 「４台のポルシェ（前編）」 - Yon dai no Porushe (zenpen) – "Le quattro Porsche (prima parte)" | 20 ottobre 2003   | 24 settembre 2007               |
| 338   | 363   | Conan e Agasa sono alla ricerca di un medico che possa visitare Ai, ma l'ambulatorio più vicino si trova all'interno di un centro commerciale. Dato che Ai non può essere visitata subito i tre decidono di passare il tempo girando per negozi. Ai però è troppo debole e sceglie di restare in auto. Conan incontra Jodie all'interno del centro commerciale e la donna si mostra particolarmente interessata ad Ai. Nel frattempo Akai viene a conoscenza del fatto che Conan si trova dentro il centro commerciale e, osservando una foto di Ai, nota che si trova sullo sfondo di quest'ultima così decide di recarsi al centro commerciale. Mentre Conan e Agasa si dirigono verso l'ingresso nel parcheggio viene commesso un omicidio. |                   |                                 |
| 339   | 364   | Le quattro Porsche - seconda parte - 「４台のポルシェ（後編）」 - Yon dai no Porushe (kōhen) – "Le quattro Porsche (seconda parte)" | 27 ottobre 2003   | 25 settembre 2007               |
| 339   | 364   | Conan riesce a risolvere il caso. Grazie all'aiuto di Araide Ai può ricevere le cure di cui ha bisogno dopo che Agasa si è fatto dare uno strappo a casa da Jodie. Akai è all'ascolto di tutti i dialoghi che avvengono nella casa di Agasa. Alla fine Vermouth che sorseggia del liquore, felice di aver individuato Sherry. |                   |                                 |
| 340   | 365   | Il segreto nascosto nella toilette - prima parte - 「トイレに隠した秘密（前編）」 - Toire ni kakushita himitsu (zenpen) – "Il segreto nascosto nella toilette (prima parte)" | 3 novembre 2003   | 26 settembre 2007               |
| 340   | 365   | Agasa riferisce a Conan e Ai che è riuscito a risalire a un vecchio amico del signor Miyano, padre di Ai, e suggerisce di fargli visita al fine di ottenere delle informazioni. Vermouth intercetta e ascolta in tempo reale la conversazione. Conan, Ai e Agasa si recano a casa dell'amico del signor Miyano: lì Souhei racconta loro che Miyano gli fece visita una ventina di anni prima assieme alla moglie Elena e Akemi. Akemi, inoltre, era tornata pochi mesi prima della sua morte e aveva nascosto qualcosa nel bagno. Souhei, però, non riesce a terminare il racconto perché muore avvelenato. |                   |                                 |
| 341   | 366   | Il segreto nascosto nella toilette - seconda parte - 「トイレに隠した秘密（後編）」 - Toire ni kakushita himitsu (kōhen) – "Il segreto nascosto nella toilette (seconda parte)" | 10 novembre 2003  | 27 settembre 2007               |
| 341   | 366   | Conan aiuta la polizia a scoprire dove Souhei ha toccato il veleno. Alla fine Conan consegna ad Ai il misterioso oggetto nascosto da Akemi: delle audiocassette incise per Ai da sua madre Elena. Vermouth contatta un altro membro dell'organizzazione (Calvados) dicendogli "di tenerla sott'occhio e di sparare un solo colpo". |                   |                                 |
| 342   | 367   | Il matrimonio dei misteri - prima parte - 「ハウステンボスの花嫁」 - Hausutenbosu no hanayome – "La sposa di Huis Ten Bosch [Speciale di un'ora]" | 17 novembre 2003  | 28 settembre 2007               |
| 342   | 367   | Sonoko porta Ran e Conan al matrimonio di un suo amico. La famiglia dello sposo è molto strana e guarda con diffidenza la giovane sposa. Soprattutto la nonna dello sposo sembra contraria al matrimonio. |                   |                                 |
| 342   | 368   | Il matrimonio dei misteri - seconda parte - 「ハウステンボスの花嫁」 - Hausutenbosu no hanayome – "La sposa di Huis Ten Bosch [Speciale di un'ora]" | 17 novembre 2003  | 1º ottobre 2007                 |
| 342   | 368   | L'anello donato alla giovane dalla famiglia dello sposo viene rubato e ciò non fa altro che aumentare l'odio della famiglia verso di lei. Inoltre la nonna dello sposo viene rapita. |                   |                                 |
| 343   | 369   | Caccia al ladro - prima parte - 「コンビニの落とし穴（前編）」 - Konbini no otoshiana (zenpen) – "Trappola nel negozio di alimentari (prima parte)" | 1º dicembre 2003  | 2 ottobre 2007                  |
| 343   | 369   | Viene mostrato un ricordo in cui Vermouth uccise un uomo e aveva raccolto i suoi occhiali mentre la figlia di quest’ultimo, allora bambina, irruppe nella stanza cogliendo sul fatto la donna. Jodie viene colta pensierosa da un collega insegnante che la aiuta a comunicare alle sue classi il ritiro dall'ambiente scolastico in modo da occuparsi di faccende familiari personali. Conan nota che nell'abitazione dei Kudo qualcosa è stato spostato. Successivamente Ran, Sonoko e Jodie scoprono che un'amica delle ragazze sta per essere licenziata dal negozio in cui lavora perché accusata di furti che avvengono nel locale. Ai continua ad ascoltare le cassette registrate dalla mamma e si sofferma su una di esse in cui Elena le fa una rivelazione che però non viene mostrata. |                   |                                 |
| 344   | 370   | Caccia al ladro - seconda parte - 「コンビニの落とし穴（後編）」 - Konbini no otoshiana (kōhen) – "Trappola nel negozio di alimentari (seconda parte)" | 8 dicembre 2003   | 3 ottobre 2007                  |
| 344   | 370   | Ran è sicura che la sua amica sia in buonafede e decide di dimostrarlo senza chiedere aiuto a Shinichi. Ran e Sonoko vedono per la prima volta Jodie senza occhiali facendoglielo notare e lei confida che quegli occhiali sono un ricordo di una persona cara. Alla fine dell'episodio Ran scopre che Jodie tiene nascoste in bagno alcune foto di Conan, Shinichi e Ran. Shinichi si informa con Ran per sapere se è stata lei a fare qualche cambiamento in casa, ma lei afferma di non essere entrata nell'abitazione. |                   |                                 |
| 345   | 371   | Misteri in una notte di luna piena - prima parte - 「黒の組織と真っ向勝負 満月の夜の二元ミステリー」 - Kuro no soshiki to makkō shōbu - Mangetsu no yoru no nigen mistery (misuterī) – "Confronto testa a testa con l'Organizzazione nera: incrocio di due misteri in una notte di luna piena [Speciale di due ore e mezza]" | 5 gennaio 2004    | 4 ottobre 2007 5 ottobre 2007   |
| 345   | 371   | Shinichi, Kogoro e Sonoko vengono invitati a una festa di Halloween fuori stagione. L'invito porta la firma di Vermouth. Insieme a Kogoro e Sonoko alla festa si presenta una persona mascherata che si registra all'ingresso con il nome di Shinichi. Conan, nel frattempo, rientra a casa sua e trova una persona nascosta nell'ombra. Uno strano personaggio ascolta la conversazione di alcune donne che hanno visto Shinichi registrarsi all'ingresso. Nel frattempo Araide pensa che il raffreddore di Ai stia peggiorando, così decide di portarla in ospedale. |                   |                                 |
| 345   | 372   | Misteri in una notte di luna piena - seconda parte - 「黒の組織と真っ向勝負 満月の夜の二元ミステリー」 - Kuro no soshiki to makkō shōbu - Mangetsu no yoru no nigen mistery (misuterī) – "Confronto testa a testa con l'Organizzazione nera: incrocio di due misteri in una notte di luna piena [Speciale di 2 ore e mezza]" | 5 gennaio 2004    | 5 ottobre 2007 8 ottobre 2007   |
| 345   | 372   | Durante la festa a bordo della nave, l'organizzatore viene eliminato così Kogoro inizia a indagare. Intanto Araide viene preceduto da Jodie che, con una scusa, porta via Ai. Sulla nave l'uomo che dice di essere Shinichi continua a investigare. |                   |                                 |
| 345   | 373   | Misteri in una notte di luna piena - terza parte - 「黒の組織と真っ向勝負 満月の夜の二元ミステリー」 - Kuro no soshiki to makkō shōbu - Mangetsu no yoru no nigen mistery (misuterī) – "Confronto testa a testa con l'Organizzazione nera: incrocio di due misteri in una notte di luna piena [Speciale di 2 ore e mezza]" | 5 gennaio 2004    | 8 ottobre 2007 9 ottobre 2007   |
| 345   | 373   | Shinichi sta indagando e poi si smaschera rivelando proprio il volto del detective, risolve il caso e svela le sue deduzioni a tutti i presenti. La sua presenza sulla nave stupisce soprattutto Vodka (che è tra gli invitati travestito da mostro), che non capisce come Shinichi possa essere ancora vivo. Nel frattempo Ai chiede un favore a Jodie. L'autore dell'omicidio avvenuto sulla nave confessa di avere agito per ordine di Vermouth. Dopo che Araide sta inseguendo da tempo l’auto di Jodie, quest’ultima ferma l’auto costringendo il dottore a scendere dalla sua. Con un breve interrogatorio Jodie estorce ad Araide delle informazioni circa la morte del padre che era morto fulminato nella vasca da bagno. Jodie però lo incastra in quanto gli fa notare che lui non conosce alcuni dettagli che invece il vero dottor Araide avrebbe dovuto conoscere, portando così a galla la verità: quello non è il medico, bensì un impostore che ha preso la sua identità. Si tratta di Vermouth, nonché assassina del padre di Jodie quando quest’ultima era ancora una bambina. Jodie spiega che ha continuato a ripetere la frase “è un segreto che rende donna una donna” poiché era la frase che le aveva detto l’assassino di suo padre e aveva continuato a ripeterla sempre per tenerla a mente ed evitare di dimenticarla. |                   |                                 |
| 345   | 374   | Misteri in una notte di luna piena - quarta parte - 「黒の組織と真っ向勝負 満月の夜の二元ミステリー」 - Kuro no soshiki to makkō shōbu - Mangetsu no yoru no nigen mistery (misuterī) – "Confronto testa a testa con l'Organizzazione nera: incrocio di due misteri in una notte di luna piena [Speciale di 2 ore e mezza]" | 5 gennaio 2004    | 9 ottobre 2007 10 ottobre 2007  |
| 345   | 374   | La rivelazione che Araide sia Vermouth porta Jodie a ricordare il giorno dell'omicidio di suo padre, avvenuto per mano di Chris. Jodie spiega di aver inscenato la morte di Araide poiché avevano notato che Sharon Vineyard (Vermouth) era sua cliente e stava cercando in qualche modo di prendere la sua identità. Nel momento in cui Sharon pensava che Araide fosse morto ha preso la sua identità e la polizia ha cominciato a investigare su di lei. Avevano notato, facendo irruzione nell’ufficio di Araide, che Sharon stava dando la caccia a una ragazza dai capelli rossi che somiglia tanto ad Ai. Poi Jodie fa notare come quel giorno del dirottamento dell’autobus Sharon si sia scagliata contro i dirottatori per difendere Conan. Vermouth conosce l'identità di Jodie e sa che è un'agente dell'FBI e che dopo l’omicidio del padre era stata inserita nel programma di protezione testimoni. Jodie racconta che nel giorno del funerale di Sharon, la figlia Chris disse la stessa frase che l’assassina del padre di Jodie aveva detto a lei da bambina, così decise di confrontare le impronte di Chris con quelle degli occhiali del padre, scoprendo così che entrambe erano la stessa persona, l’assassina del padre di Jodie. Calvados, appostato su un container, spara e Jodie viene ferita dal colpo. Vermouth spiega a Jodie di aver rubato i file relativi a Goro per fare in modo che l’FBI cominciasse a indagare e grazie a ciò è riuscita a capire chi erano gli agenti e scoprire che la donna voleva tendergli una trappola nel molo in cui si trovano adesso. Così Vermouth travestendosi da Jodie ha annullato l’appostamento dell’FBI e ha invece fatto appostare Calvados. Vermouth rivela che era al corrente che l’FBI tenesse sott’occhio il suo ufficio e aveva fatto recapitare appositamente una foto di Ai per fare in modo che l’FBI la proteggesse e lei potesse intercettarli. Quando Vermouth sta per darle il colpo di grazia si scopre che Conan ha preso il posto di Ai. Conan riesce a disarmarla e, proprio quando la situazione sembra favorevole all'FBI, la vera Ai giunge sul posto con un taxi. |                   |                                 |
| 345   | 375   | Misteri in una notte di luna piena - quinta parte - 「黒の組織と真っ向勝負 満月の夜の二元ミステリー」 - Kuro no soshiki to makkō shōbu - Mangetsu no yoru no nigen mistery (misuterī) – "Confronto testa a testa con l'Organizzazione nera: incrocio di due misteri in una notte di luna piena [Speciale di 2 ore e mezza]" | 5 gennaio 2004    | 10 ottobre 2007 11 ottobre 2007 |
| 345   | 375   | L'apparizione di Ai lascia tutti di stucco e Vermouth ne approfitta per addormentare Conan con il suo stesso ago anestetico: ha la pistola puntata sulla bambina ed è pronta a fare fuoco. All'improvviso dal bagagliaio dell'auto di Jodie esce Ran, che abbraccia Ai e la sottrae ai colpi di Calvados. Vermouth si ricorda di quando, qualche anno prima, Ran le aveva salvato la vita quando si era travestita da criminale a New York. Per questo motivo, in un attimo di distrazione, viene ferita da Jodie. Shuichi Akai interviene per aiutare Jodie, dopo avere neutralizzato Calvados. Vermouth è in difficoltà e quindi decide di fuggire prendendo in ostaggio Conan e, dopo avere fatto saltare in aria la sua macchina, si appropria di quella di Jodie. Nel frattempo Calvados si suicida per non finire nelle mani dell'FBI. Vermouth scopre che Conan è sveglio e sta tenendo sotto controllo il suo cellulare. Decide quindi di addormentare se stessa e Conan con il gas soporifero. Vermouth si sveglia prima e distrugge tutti i macchinari in possesso di Conan, ma non lo elimina. Sulla nave si scopre che Heiji si era travestito da Shinichi per depistare l'organizzazione e che Yukiko si è travestita da Medusa. Vodka aveva chiamato Gin dicendogli che Shinichi era ancora vivo e Gin gli aveva risposto che non ricorda mai i volti o i nomi di quelli che uccide. Vermouth telefona a Gin e chiede aiuto perché è stata ferita da Akai e lui le riporta alla mente l’episodio di New York in cui lei si era travestita da un malvivente qualsiasi con lo scopo di farlo fuori senza lasciare tracce. Gin, prima di aiutarla, le chiede se conosce Shinichi e Vermouth risponde negativamente. |                   |                                 |
| 346   | 376   | La chiave del mistero - prima parte - 「お尻のマークを探せ！（前編）」 - O-shiri no māku o sagase (zenpen) – "Trova il marchio sul fondoschiena! (prima parte)" | 12 gennaio 2004   | 12 ottobre 2007                 |
| 346   | 376   | Ran e Sonoko vanno a trovare Jodie in ospedale. Ran confessa a Jodie di avere sospettato che lei fosse una persona cattiva perché aveva trovato delle foto di Conan e Shinichi nella sua abitazione. Ran desiderava capire il motivo della presenza di quelle foto ma, non trovandola, si era introdotta nel bagagliaio della sua auto. Jodie racconta, per finta, che Conan e Ai erano stati rapiti e così ha deciso di seguire i rapitori arrivando al molo, versione che è stata anche fornita alla polizia locale. Anche James fa visita a Jodie e insieme parlano di quello che è accaduto la sera prima. Successivamente Jodie telefona ad Ai e le chiede se vuole essere inserita nel programma di protezione testimoni dell'FBI. Il giorno successivo Ayumi viene scaraventata a terra da un uomo che sta scappando dopo avere ferito una ragazza. L'unico indizio che i Giovani Detective hanno per trovare l'uomo è una "S" al contrario rimasta impressa per un attimo sulla mano di Ayumi dopo che ella l'ha appoggiata su un oggetto metallico che poi l'aggressore ha recuperato e portato via con sé. Conan scopre che questo simbolo corrisponde al logo di una casa automobilistica e questo restringe la cerchia dei sospetti. |                   |                                 |
| 347   | 377   | La chiave del mistero - seconda parte - 「お尻のマークを探せ！（後編）」 - O-shiri no māku o sagase (kōhen) – "Trova il marchio sul fondoschiena! (seconda parte)" | 19 gennaio 2004   | 15 ottobre 2007                 |
| 347   | 377   | Le indagini portano a tre sospettati: tutti e tre possiedono quel modello di auto, non hanno un alibi per l'ora dell'aggressione e affermano di avere perso la chiave originale. Ayumi vorrebbe vedere da vicino i tre sospetti, ma Ai glielo sconsiglia per evitare una possibile vendetta da parte del colpevole nel caso venisse rilasciato per insufficienza di prove. Dopo varie indagini Conan individua il malvivente e scopre il trucco utilizzato per fare in modo che non potessero essere rinvenute tracce ematiche sulla serratura dell'auto. Più tardi l'uomo confesserà di avere assalito delle persone solo per avere un po' di notorietà e provare emozioni forti. Alla fine i ragazzi chiedono ad Ayumi se ha avuto paura, ma lei risponde negativamente: sapeva che Conan e gli altri sarebbero sempre stati con lei. Dopo avere sentito queste parole Ai corre da Jodie e le comunica di avere deciso di rifiutare il programma di protezione testimoni. Jodie capisce cosa prova e le augura buona fortuna. |                   |                                 |
| 348   | 378   | Fantasmi e turisti - prima parte - 「愛と幽霊と地球遺産（前編）」 - Ai to yūrei to chikyū isan (zenpen) – "Amori, fantasmi e un patrimonio dell'umanità (prima parte)" | 26 gennaio 2004   | 16 ottobre 2007                 |
| 348   | 378   | Conan, Kogoro, Ran e i Giovani Detective sono in vacanza in un piccolo villaggio di campagna. Durante una cerimonia Ayumi vede il fantasma di una bambina e, seguendola, si perde nel bosco. Gli abitanti del villaggio la trovano. Una donna crede che il fantasma sia quello della migliore amica di suo figlio, morta dieci anni prima. Anche suo figlio è morto, ma si è suicidato poco tempo prima, dopo essere stato accusato di rapina. I Giovani Detective vedono un uomo che si aggira nella loro abitazione, ma egli scappa e aggredisce un passante. |                   |                                 |
| 349   | 379   | Fantasmi e turisti - seconda parte - 「愛と幽霊と地球遺産（後編）」 - Ai to yūrei to chikyū isan (kōhen) – "Amori, fantasmi e un patrimonio dell'umanità (seconda parte)" | 2 febbraio 2004   | 17 ottobre 2007                 |
| 349   | 379   | Conan pensa che l'aggressione sia legata alla rapina compiuta anni prima. I Giovani Detective indagano e riescono a trovare il colpevole. Il ragazzo morto poco tempo prima era stato ingiustamente accusato della rapina. |                   |                                 |
| 350   | 380   | Il cellulare dimenticato - prima parte - 「忘れられた携帯電話（前編）」 - Wasurerareta keitai denwa (zenpen) – "Il cellulare dimenticato (prima parte)" | 9 febbraio 2004   | 18 ottobre 2007                 |
| 350   | 380   | Mentre Conan e Kogoro sono al Poirot, il bar sotto l'agenzia; la cameriera si rivolge a Kogoro dicendogli di avere trovato un cellulare nel locale e di avere ricevuto su quel cellulare tre telefonate minacciose. Poco dopo Yumi entra nel locale e riferisce di avere trovato su un cadavere lo scontrino del Poirot, così scopre il legame tra l'uomo e il cellulare. Kogoro, Conan e Yumi iniziano a indagare per scoprire l'identità dell'uomo. Mentre indagano per risalire all'indirizzo del proprietario del cellulare Conan ricorda l'incontro con Vermouth e l'occasione persa per scoprire il numero e l'indirizzo del boss dell'Organizzazione in nero. |                   |                                 |
| 351   | 381   | Il cellulare dimenticato - seconda parte - 「忘れられた携帯電話（後編）」 - Wasurerareta keitai denwa (kōhen) – "Il cellulare dimenticato (seconda parte)" | 16 febbraio 2004  | 19 ottobre 2007                 |
| 351   | 381   | Conan nota alcuni strani numeri memorizzati sul cellulare e pensa che siano codici segreti. Conan capisce che su quel telefono sono contenute le prove che le elezioni sono state truccate. Scopre di chi è il cellulare e fa arrestare chi ha truccato i voti. |                   |                                 |
| 352   | 382   | Una tragedia alla gara di pesca - prima parte - 「フィッシング大会の悲劇(前編)」 - Fishing (fisshingu) taikai no higeki (zenpen) – "Tragedia alla gara di pesca (prima parte)" | 23 febbraio 2004  | 22 ottobre 2007                 |
| 352   | 382   | Ran e Sonoko partecipano a una gara di pesca in compagnia dei Giovani Detective. Qui i bambini conoscono la ragazza che aveva vinto l'edizione precedente e le chiedono qualche consiglio. Durante la seconda giornata della gara Sonoko e Ran trovano il cadavere di un giornalista che avevano conosciuto il giorno prima. |                   |                                 |
| 353   | 383   | Una tragedia alla gara di pesca - seconda parte - 「フィッシング大会の悲劇(後編)」 - Fishing (fisshingu) taikai no higeki (kōhen) – "Tragedia alla gara di pesca (seconda parte)" | 1º marzo 2004     | 23 ottobre 2007                 |
| 353   | 383   | Conan e i Giovani Detective iniziano a indagare cercando il colpevole tra tutti i partecipanti alla gara. Conan scopre che è stata proprio la ragazza a uccidere il giornalista perché quest'ultimo la ricattava e, se lei non lo avesse pagato, lui avrebbe rivelato a tutti la verità su un incidente avvenuto sei mesi prima. |                   |                                 |